# Novia (flygplatsservice)
Denna artikel handlar om ett företag. För Yrkeshögskolan Novia se skild artikel.
Novia är ett serviceföretag inom flygindustrin med aktiviteter på Köpenhams flygplats, Kastrup. Novia omsätter cirka 400 miljoner DKK och har 750 årsarbetare. 
I december 2007 släpptes uppgifter att Sturup Handling AB köps av Novia Sverige AB, som tar över verksamheten i sin helhet.
Den 31 mars 2008 köptes Novia ARN och Novia GOT upp av Menzies Aviation.
Under hösten 2010 annonserade Novia i tidningen Stand By att de har för avsikt att komma tillbaka till Arlanda och Landvetter. Detta skulle ske 2011. Det svenska bolaget Aviator köpte upp Novias aktier (och Sturup Handling AB) i april 2011.

## Bolag med Novia som handlingbolag

### Passagerartrafik
- Air France
- KLM
- Iran Air
- Continental Airlines
- Norwegian Air Shuttle
- Ethiopian Airlines
- Syrian Air
- Air Malta
- Nordic Leisure
- Turkish Airlines
- Aerosvit
- Pulkovo
- Air Malta
- Rossiya Airlines
- Air Caraïbes
- Viking Airlines
- MapJet

### Frakthantering
- DHL
- UPS
- Fedex
- TNT
- Korean Air cargo
- Jade Cargo
- China Airlines cargo

### Posthantering
- Posten